# 田丸美寿々
田丸 美寿々（たまる みすず、1952年（昭和27年）7月1日 - ）は、日本のニュースキャスター、テレビ・アナウンサーである。日本ニュース時事能力検定協会理事、早稲田大学大学院政治学研究科非常勤講師。身長163cm。
フジテレビ勤務を経て、1983年からはフリーとして活動している。

## 人物
広島県高田郡八千代町（現・安芸高田市）出身。埼玉県立川越女子高等学校、東京外国語大学外国語学部英米語学科卒業（1975年）。
「女性報道キャスターの草分け」、またフジテレビアナウンサーを経てフリーに転身して成功、「女性フリーアナウンサーの草分け」でもあり、同時に、略奪結婚で話題となって「不倫女子アナの草分け」ともいわれる。また、頼近美津子らとともに、女性アナウンサーのタレント化といわれる「女子アナ」、「美人女子アナ」といわれる存在の先駆けでもあった。
著書、翻訳多数。

### 生い立ち
祖父は若い時、一旗上げようとアメリカ合衆国に渡り貿易商をしていた。父親はアメリカで生まれ、祖父の病気で、1929年に4歳のとき帰国。広島県八千代町で育ち、戦時中は大日本帝国陸軍に入隊したが、戦地に附く直前に終戦を迎えた。母親は1945年8月6日原爆投下の3日後、級友たちの看護のため広島市内に入り、二次被爆。美寿々は被爆二世にあたる。戦後、母親は小学校教員、父親は高校教師となり結婚するが、二つの祖国を持つ父親は1953年、美寿々が生後8ヶ月の時、職を辞し単身英語の勉強を目的にアメリカに留学。父親はサンノゼ州立大学卒業後、1957年サンフランシスコで邦字新聞『日米時事』の記者職を得た。それに伴い美寿々は母親と共に渡米、5歳からの5年間をカリフォルニア州で過ごす。当時のカリフォルニアは一世から三世まで日系人がたくさんいた。アメリカではシスコの急坂をローラースケートで疾走し「ローラースケートのジュディ」と異名をとるお転婆娘だったという。父親がアメリカ生まれの日系二世というのも頼近との共通点である。頼近とはライバル視された時期もあったが、大学の先輩後輩の間柄で頼近が田丸を慕っていた。
小学校4年の時、父親が日本のNHK国際放送に就職したため帰国し、初めは東京都小金井市、中学校から埼玉県草加市、以降はフジテレビ在籍中まで所沢市に居住した。これは昭和30年代後半のことであり、いわゆる帰国子女のはしりだったともいえる。アメリカでも日本語を勉強していたが、学校では広島弁を笑われて苛められ、高熱が続いて登校拒否にもなった。自分が少し解放されたのは大学に入ってからという。

### フジテレビアナウンサー
大学卒業後は海外進出企業に就職して、海外に駐在するのが夢で、三井物産など数社から内定をもらっていたものの、持ち前の好奇心から学内の掲示板を見て、興味本位から親に内緒でフジテレビへも応募。当時はまだ「男女雇用機会均等法」もなく、入社試験で、女子学生に聞く質問と言えば「お茶くみはやりますか」といった内容ばかりだったが、フジテレビの面接では、とても手応えのある質問をしてもらい、真剣に自分の話を聞いてくれたことに感激した。こうして当時低迷期にあった同局の就職試験に合格し、1975年に報道局解説放送室付リポーターとして入職した。2000人の受験者で大卒の採用は3名だった。
当時のフジテレビでは、正社員以外のアナウンサーをリポーター（記者）と呼んでいたが、田丸はこのリポーターとしての入職で、身分は一介の契約社員だった。同期入局には、後の同局アナウンス室長になった堺正幸や、報道局解説委員の和田圭、フリーアナウンサーになった酒井ゆきえらがいた。
フジテレビに入社した女子アナの最初の仕事は"お茶汲み業務"で、女子アナは男性社員一人一人の珈琲にクリームひとつ、砂糖を2つとかのお茶の好みを全部覚えなければいけなかった。田丸は「そんなの一覧表にしとけばいいじゃないですか」と言ってのけた。
「重要なニュースは男が読まなければ信頼されない」「女の声でニュースを読んだって信憑性がない」「女のくせにニュースをやりたいのは生意気だ」などと思われていた時代、ニュースをやっている人はみんな、ここは男の世界だと自負しており、女が入るということに、相撲の土俵に女が上がるぐらいに拒否反応など嫌悪感を示す人もいた。女性アナウンサーの出番は、街の話題やお知らせなど、業界で言う「暇ネタ」とか「ヤワネタ」の担当、天気予報、番組司会者のアシスタントなどだった。当時は女性アナウンサーは勿論、女性記者、カメラマン、ディレクターなど、女性そのものの姿が報道の現場になかったという。当然、ニュースを取材したり、ニュースに近い距離で関わる女性はいなかった。当時はそれが普通で、田丸本人もアナウンサーを長くやるとは思わず、それを差別とも思わなかったと話している。このような古い風習を打ち破ったのが田丸とフジテレビだった。1986年の「男女雇用機会均等法」の改正施行に合わせて女性たちもどんどん職場に進出していき、社会が女性を無視できなくなった。「ちょうど女性に報道現場の門戸が開かれる過渡期に入社したんですね。もっと前だったらそんな重い扉はとうてい開かないと思って辞めていたかもしれないし、もっと後だったら、すごい先輩たちがたくさんいて、私なんか入り込める余地がなかなかなかったかもしれません。70年代から80年代はちょうど女性の時代といわれ、報道に限らず、いろんな分野で女性がかかわっていくところが広がっていって、毎日がすごく新鮮でした。今日できなかったことが明日できる、今日会えなかった人に明日会える、今日行けなかった現場に明日行ける…とか。日々開けていく感じで楽しかったです」などと述べている。入社時、「報道をやりたい」と当時の鹿内信隆会長に直訴すると半年間、お茶くみやコピーとりばかりの閑職に追いやられた。同期の酒井は、『ママとあそぼう!ピンポンパン』の担当となっていたが、田丸にようやく決まったのが『FNNニュース』の天気予報だった。入局2年目の1976年にはロッキード事件が発生したが、田丸は天気予報中に自由民主党の内部抗争の話題を引き合いに出し、政府筋から猛抗議を受けることになった。
その後、天気予報や『3時のあなた』のアシスタントを1年半務めた田丸は1978年10月、『FNNニュースレポート6:30』へ先輩の逸見政孝と共にメインキャスターとして抜擢された。これはフジが報道を強化するという方針によるもので、日本のテレビ史上初めて女子アナをメインに起用したケースだった。「逸見がとにかく現場に行って生の声を伝えようとしたので、田丸も時に強引な突撃取材を行う。デカのように一晩中張り込んだりもした。「女だって粘るじゃん、女だって現場に行ってやれるじゃん」と少しずつ思ってもらえるようになったという。そのうち、記者でもカメラの世界でもガッツのある女性が少しずつ出てきて、やらせてみたらとなってきた。「男のように考え、レディーのように振る舞い、犬のように働け」というアメリカのキャリアウーマンのスローガンが好きで、私の仲間たち、友達といつもこの言葉を繰り返しながら、頑張っていたという。最初の扱われ方は確かに酷く、今でいえばセクハラもいいところの職場だったが、それが少しずつ変わっていった。80年代は少しずつ女性の関わる範囲も広がり、女性が活躍する場が広がってきて、どんどんやっていく仕事の質も上がってきて、すごくワクワクした時代でした」などと述べている。当時はまだアナウンサーが取材することが珍しい時代で、やりすぎて自民党や警視庁からお叱りを受けることもあったが、その美貌は入社時から評判で、そんな彼女が現場で体当たりリポートする姿はたちまち評判になり、一躍、時代の寵児となった。知的で色気も兼ね備えた美貌の田丸に「女子アナを見直した」と、視聴者からの評判は上々で、日陰の身だった女子アナに光が差し込み、女子アナは市民権を得ていった。逸見は田丸を評して「女だからといって、引くという部分のない人」「この番組に強烈なイメージを持たせたのは田丸美寿々さんであり、報道番組における女性の位置を考える時、彼女の果たした役割というのははかりしれないものがある。当時、アナウンサー、レポーター採用試験の際に『田丸さんのようなキャスターになりたい』という女性志願者の声が、どんなに多かったか。彼女は、さまざまな意味で個性的な女性でした。今まで私が一緒に仕事をした女性の中では傑出しています。彼女は十年に一度、あるいは二十年に一度出るかどうかの逸材であろうと思います」。
1980年4月にNHK初の早朝ニュースショー、『NHKニュースワイド』で、初代女性キャスターとして頼近美津子（森本毅郎とのコンビ(平日)、土曜日は山根基世と明石勇）が、同じ月から加賀美幸子が『7時のニュース』でメインキャスターとなる。田丸はフジテレビ女性キャスター第1号であり、業界全体でも女性キャスターの草分けである。森彬大フジテレビ第3制作部長は「美寿々はいかに相手からホンネを引き出すか、努力を怠らない人です。日本最初の女性テレビ・ジャーナリストと言っていいんじゃないかな。酒を飲めば猥談も平気でするし、ざっくばらんな女ですよ」などと評した。長野智子は「憧れの田丸美寿々様。かつて田丸さんのキャスター姿に憧れ、報道キャスターを目指しました」と話した。田丸のフジテレビで6年後輩にあたる山中秀樹は「女子アナはあくまでもサポートという立ち位置でしかなかったのですが、田丸さんが報道でキャスターを務めるようになってからは文化が変わりました」と評している。当時の女性アナウンサーは主婦層から反感を持たれてはいけない、控え目でやさしそうで、さわやかで原稿をトチらないことが求められ、田丸も自己嫌悪の毎日で苦しんだと言うが、「私は私でしかないし、読みの上手いアナウンサーはNHKに任せればいい」と開き直った。また髪も小じんまりした頭（髪型）が女子アナの慣例だったが、長い髪が好きだったから「好きにしちゃえ」とファラ・フォーセットみたいなハイレイヤーロングに適度なパーマ、高級クラブのチーママみたいな妖艶な雰囲気でテレビに出て特に「出勤前のママ」などと揶揄され、主婦層から反撥を買った。しかし話は鋭く分かりやすい、自分の意見も堂々と主張することから「同じニュースを見るなら美魔女のほうがいい」という男性層には支持された。田丸は女性キャスターの時代へ突入する草分け的な存在となった。主婦層から反撥を買った。こうした抑圧から『FNNニュースレポート6:30』の最終週には目いっぱい夜遊びしていたという。女性アナはそれまで「30歳定年」といわれていて、それを変えたのが田丸だった。『FNNニュースレポート6:30』では、キャスターが現場に出向いてリポートする新しい手法がとられ、田丸も中川一郎や笹川良一、武見太郎ら、大物とされる人物に直撃インタビューを行った。笹川には開口一番「あなた、評判悪いですねえ」と言われたが、決して笑わず、ギョロ目から下だけ苦笑いした。こうした相手に田丸は、言葉じりをひとつひとつ捉えて揶揄する形で、さらに言葉を引き出そうという手法を取ったため、相手が激昂し「やり過ぎ」「最も聞きたい筈の本質についてアプローチ出来ていない」などの批判を受けた。田丸は『噂の眞相』1982年6月号のコラムで「ただがむしゃらにやるうちに世間では"本音に迫る"とか"スッポンの美寿々"が定着しはじめたようである。しかしこんな未熟者のやっていることが"本音"を突いていたり"スッポン"のように喰らいついているといえるのだろうか。もしそうであるなら今までのテレビにはよほどきれいごとで済ませる奥ゆかしい控え目な女性アナウンサーしかいなかったのだろう。カッコよくいえば奥ゆかしいのだろうが、極言すればプロ根性が希薄であるとも言える。視聴者の尖兵として送り込まれた報道アナは、マイクを握ったことだけで重責を担うのである。専門家には『そんなことも分からんのか』とアホ呼ばわりされても、単純に納得できないことには喰い下がるべき使命を負わされているのである」などと述べている。この記事に書かれた浜田幸一、笹川良一、渡辺美智雄の批判は活字に出来ない程酷い。
長野智子と小島奈津子はともに、田丸美寿々がニュースを読む姿が格好よく、それぞれ報道キャスターやアナウンサーを目指したと話している。
1981年3月に出した初めての著書『薔薇は荒野に咲け』刊行にあたり「テレビは一望の荒野ーからもじってタイトルをつけました。女性アナウンサーの数も増え、画面の花なんていわれて、自分でバラになったような錯覚を持つけど、温室育ちのひ弱なバラじゃいけない。地面に足をつけて荒野に野性的に咲け、と言いたかったんです。今は私がインタビューに行ったら『あっ、女性がインタビューに来た。面白いな』と思われて、現在、女でトクしている部分があるとすれば、いずれそうでなくなると思います」などと話した。2008年のインタビューでは「フジテレビでニュースをやっている頃は、まだまだテレビジャーナリズムはなかった。確立されていませんでした。新聞や活字ジャーナリズムの情報をもらって、映像を付けているだけ。キャスターだって新聞社から来ていて、新聞社の子会社みたいでした。活字ジャーナリズムがまだまだ優位で、活字の人から教えてもらうということでした。それを考えると、テレビの影響力とはいわないが、影響度は活字をしのぐほどになってきているのではないでしょうか。テレビジャーナリズムは屈辱を乗り越え、活字ジャーナリズムの呪縛から解き放たれたと思います。エポックメイキングだったのは、磯村尚徳さんの『ニュースセンター9時』（NHK）でした。キャスタージャーナリズム、テレビジャーナリズムの最初であり、それをアップグレードさせたのが、久米宏さんの『ニュースステーション』（テレビ朝日系）だったと思います。あのあたりから、活字ではない、テレビを通じてどう報道していくかというスタイルをやっと見つけた、確立したといえます。それまでは、テレビニュースは視聴率もとれず、そこから何かを得ようというより、まともな情報は新聞で得ようという時代でした。テレビにおけるニュースの手法が確立されてから視聴率も少しずつ上がっていきました。時間枠が長くなるとともに手法や演出が確立されていく。するとスポンサーがつき、制作予算も上がるという良い循環で、テレビの報道番組がどんどん充実していきました」などと述べている。
1981年4月、頼近がフジテレビに引き抜かれて鳴り物入りで移籍してきたが、この移籍を手引きしたのは、同郷で大学の先輩・後輩の関係でもある田丸であった。元々、アナウンサー志望だった頼近は、大学時代から先輩の田丸に就職先など相談していた間柄であった。頼近がフジテレビ史上初の女性正社員となったため、機構改革が行われ、ようやく田丸らもアナウンサー（正社員）という身分になった。1981年7月、頼近と共にフジテレビ代表としてダイアナ妃結婚の衛星中継をロンドンからレポート。このとき、内輪のパーティで野球拳をやり、負け続けてヌードになった。この事件はすぐに伝説化し、当時のマスメディアに「ロンドン野球拳事件・田丸アナが全裸に!」などと、大々的に報道されたため、会う人会う人から言われ、江川卓からも「野球拳やりましょう」と言われた。広島の親戚一同が心配し、「美寿々ちゃんはテレビに出んとハダカになっとるんじゃ」などと電話してきたという。田丸は「ちなみにまだ新人の私に野球拳の醍醐味を教えてくれたのは露木アナである」と述べている。
1982年2月に発生した日航機事故の取材の際、機長に事故発生当時の心境を聞こうと、警察が張っていた立入禁止のロープを越えて病院から出てきた機長に突撃取材を敢行したが、警察はこの予想外の取材姿勢に対し、フジテレビに警視庁記者クラブへの出入りを5日間禁止する処分を下した。
『FNNニュースレポート6:30』を3年半務めた後の1982年4月1日から、17年間続いた『小川宏ショー』の後番組『おはよう!ナイスデイ』のアシスタントに抜擢される。田丸人気の高まりでの起用であった。夜の顔から朝の顔、地方区から全国区への転身に、取材申し込みが100本以上殺到し、フジテレビ広報史上初めてと騒がれた。当時は女性が社会的に評価されるような時代でないため、田丸は「今女性が何かやって評価されるのは。報道が残された一つのジャンルじゃないか」と考えていた。自分で取材し、感じたことを体を通して表現するというのが一番向いている、ジャーナリストしか道はないという感じていたため、長くテレビに出ることに固執していなかった。『おはよう!ナイスデイ』も報道色の濃いものにしたいと考えていたが、実際に視聴率を取るのは芸能ニュースで、葛藤があった。同年5月13日放送の同番組内で日航機事故で慈恵医大から東京警察病院多摩分院に移送される機長をリポートし「一種の晒し者という感じがするんですよね。警察も何もここまで歩かせる必要ないんじゃないかな」と発言。これが勇退間際の今泉正隆警視総監の逆鱗に触れ、日枝久編成局長が警視庁に頭を下げる騒動になり、田丸自身も大目玉を喰らい、さすがの才女もシュンとなり、記者会見でも「反省しなくっちゃ」としおらしい発言に終始した。天真爛漫な問題発言・行動を繰り返す田丸に局内でも"田丸降ろし"の声が上がったが、大勢は田丸擁護論。特に宇留田俊夫プロデューサーが「ハラハラさせられますなあ。でも彼女の持ち味は本音で喋ることです。天真爛漫なところがいい。これからも活躍させます」とバックアップを表明。マスメディアでは「もう一度騒動を起こしたら小川宏が復帰するかも」と皮肉られた。
「女子アナ」という言葉の初出と見られるのは『週刊宝石』1982年10月29日号であるが、同記事は田丸と頼近美津子、山村美智子を取り上げた記事だった。
1982年、田丸が妻子あるジャーナリスト・美里泰伸と不倫関係にあることが報じられた。田丸と美里は翌1983年2月17日に
赤坂日枝神社で結婚式を挙げた。当時美里の妻が妊娠中であったことが報道された。田丸は、「（美里泰伸を前妻から）奪ったのではなく、譲ってもらった」と述べている。1983年1月31日に田丸は山田祐嗣アナウンス部長に退社を申し出た。これに対して日枝久編成局長も慰留につとめたが、田丸の辞意の意思が強く引きとめを断念。こうなるとフジテレビ幹部は田丸がフジへの不満を洗いざらいぶちまけないと恐れた。このため森彬大フジテレビ第3制作部長が「辞める理由が個人攻撃ではいろいろ差し障りが起きるから、記者会見ではそれは言わないで欲しい」と田丸に頼み、田丸もそれは了承していた。
1983年2月2日に田丸の退任記者会見が行われ、同年3月末をもってフジテレビを退職することを発表した。担当していた『おはよう!ナイスデイ』は1983年に入って視聴率が上がり、同局編成局長・日枝久も「結婚は個人の問題。番組は4月以降も続けてもらう」と話していて、田丸の契約は3月で切れるもののフジテレビは4月以降も起用の方針であった。田丸は急転直下の電撃退職だった。退社会見には日枝も同席したが、宇留田俊夫プロデューサーが田丸の牽制に会見場に姿を見せたことから、これに気付いた田丸が暴走機関車と化し、「私の結婚に関して、意図的とも思える、イメージダウンを狙った妨害工作を受けました。具体的なことですか?それはあなた方が調べればお分かりになることです。不信感が生じたのは突然ではありません。かなり以前から継続的に蓄積されたものです。時期は私たちの結婚の話が表面化したころからです。昨年の12月あたりからもうあのプロデューサーとは一緒にやっていけないなと思いました」とぶちまけた。会見場の『おはよう!ナイスデイ』のスタッフも「おい、言っちゃったぞ！」と驚いた。前述のように『おはよう!ナイスデイ』に田丸を抜擢したのは宇留田プロデューサーで、宇留田は田丸の後ろ盾の一人だったのだが、田丸が美里との交際が発覚すると関係がギクシャクした。また田丸が『週刊文春』に寄せた手記で、テレビ局の人間は活字媒体の人間より薄っぺらいかのように論断したことが番組スタッフと溝が出来た原因ともいわれる。2月4日、日枝編成局長は「本人がプロデューサーに対する不信感に陥り、番組を降りると公表した以上、このまま番組に出演することは、番組の信頼感を欠くことになる」と判断を下し、田丸は1983年2月7日をもって担当番組の全てから降板し、約40日間の長期有給休暇に入った。最後の10日間でフジテレビの各部署に挨拶回りを済ませると、予定通りに同年3月一杯で同局を退社した。関係者は「4月以降も仕事をもらうと局で言ったのは表向きです。既に田丸を切るという結論は出ていたと思います。その結論を出したのはいうまでもなく、鹿内春雄副社長です。その直系の宇留田くんが環境作りをやった。田丸がやめると自分から言わざるを得ない状況を作っていった。彼女がまんまとそれに乗った。いや乗ったのは美里の方だ。組織が巧妙に仕組んだワナを彼は見抜けなかった。そういう男を愛してしまった田丸がかわいそうだとも言えるけどね」と解説した。
田丸は「私にフジテレビでの8年間は放電そのものの毎日であった。この放電によって"田丸美寿々"には、一定のイメージとある種の"虚名"が作られたように思う」などと述べた。

### フリーランス
1983年3月31日付でフジテレビを退社して独立すると、退社翌日にゲスト出演した『モーニングジャンボ奥さま8時半です』（TBS）から田丸は結婚後の本名である「美里美寿々（みさと みすず）」の名前で、フリーランスのアナウンサーとしての活動を開始した。
1985年からは、客員研究員（国際関係論）として、アメリカ合衆国・ニュージャージー州のプリンストン大学に約1年間留学したが、これには夫・美里も付き添って同地に滞在した。
翌年帰国した田丸は初め、テレビ朝日と専属契約を締結、同局の番組、『モーニングショー』、『ザ・スクープ』、『ナイトライン』、『朝まで生テレビ!』、『ザ・ニュースキャスター』などに出演した。これらの活動を通して、田丸は女性フリーキャスターの草分けともなった。1986年、フィリピンの2月革命直後のマニラに乗り込み、就任直後のアキノ大統領にインタビューを敢行、日本大使館の強いバックアップもあって世界のメディアに先駆けこれを成功させた。『ザ・スクープ』でコンビを組んだ鳥越俊太郎は、「田丸さんとCMに入ると、2分くらいずっと言い合いをしましたね。『あんた喋りすぎだ』とか。限られた尺のなかで、田丸さんと時間の取り合いになるんです。僕がモタモタ話してたから、イラついたんでしょう。ある日、番組が終わって僕がメイク室で鏡を見ながら化粧を落としている時、彼女がこう言ったことがありました。『鳥越さん、一度しかいわないから聞いてよ。あなたは30秒のコメントに血を吐いてない。私たちアナウンサーは5秒あれば大抵のことはいえる』と言った。この時ばかりは僕も殺意を覚えました。でも後になってから彼女の言っていることが正しいと分かりました。殺さないで良かったですよ(笑)。そういう意味では感謝しています」と述べている。
1991年美里泰伸と離婚した際にもマスコミの関心が集まった。美里は手記を発表したが、田丸は沈黙を通した。テレビ朝日との専属契約を1994年に解消した田丸は、新たにTBSとの間に専属契約を締結、同局の報道番組 『報道特集（2008年4月から2010年3月までは『報道特集NEXT』）』の総合司会を2010年9月まで務めた。また、選挙報道特別番組にも司会として度々出演した。

### その他
- TBSの「報道特集」のメインキャスターを2010年9月末で降板、母親の介護に専念しており、事実上、テレビキャスターを引退している[53]。
- 林真理子『幕はおりたのだろうか』の主人公・荻野夏美は田丸がモデル[45]。本著は1990年にテレビ東京で『女キャスター物語』としてテレビドラマ化された（テレビ東京日曜9時連続ドラマ）[45]。
- 活動名は結婚中は「美里美寿々（みさと　みすず）」とし、離婚後は「田丸美寿々」に戻した。

## 主張・発言
- 選択的夫婦別姓制度導入に賛同する。「反対派の議論は、社会の現実と合わない現在の法律を守ろうとしている」と反対論者を批判する[54]。

## エピソード
- フジテレビ在籍時に初めて他局に出演したのは1982年7月31日放送のテレビ朝日『鉄矢のにっぽん人国記』だった[出典 48]。ホストの武田鉄矢が、日本人の県民性をその土地出身の著名人を毎回ゲストに招いて浮き彫りにしていくというトークショーで、番組プロデューサー・上村道也が「言いたいことをいい、時にそれが失言を招く田丸さんは、幼い時に広島を離れていますが、うがった見方をすればそれが県民性に結びつけられるのではないか」と出演を交渉し[7]、他局への出演をフジテレビも快諾したことから[7]、田丸はその第5回放送に同郷の坂田明とともに出演し、広島人気質を語った[出典 49]。「広島の卑弥呼」と武田からおだてられたが[55]、「広島カープも昔のように弱いと一生懸命応援するんだけど、今みたいに強いとちっとも応援する気にもならないですね」などと歯に衣を着せない発言を繰り返した[55]。

## 出演番組
フジテレビ在職時代
| 期間          | 期間          | 番組名                                              | 役職       | 備考                                       |
| ------------- | ------------- | --------------------------------------------------- | ---------- | ------------------------------------------ |
| 1977年4月1日  | 1978年9月29日 | 3時のあなた                                         | 司会       |                                            |
| 1978年10月2日 | 1982年3月19日 | FNNニュースレポート6:30                             | キャスター | 18時台後半のローカルニュース番組として放送 |
| 1981年3月2日  | 1981年3月6日  | ライオン奥様劇場『教育スペシャル 母と子の教育戦線』 | レポーター | 『ライオン奥様劇場』シリーズ唯一の非ドラマ |
| 1982年3月31日 | 1982年3月31日 | サザエさん(実写版) パート3                          | 友情出演   |                                            |
| 1982年4月1日  | 1983年2月7日  | おはよう!ナイスデイ                                 | 司会       |                                            |

フリーランス時代
- おもしろクイズBOX（日本テレビ、1983年9月12日 - 1985年3月、アシスタント）

テレビ朝日専属契約時代
代表番組
| 期間       | 期間      | 番組名                 | 役職                                            |
| ---------- | --------- | ---------------------- | ----------------------------------------------- |
| 1986年10月 | 1987年9月 | モーニングショー       | メイン司会                                      |
| 1987年4月  | 1994年9月 | 朝まで生テレビ!        | 総合司会                                        |
| 1987年10月 | 1991年3月 | ナイトライン           | メインキャスター                                |
| 1989年10月 | 1990年9月 | ANNニュース&スポーツ   | ニュース担当キャスター                          |
| 1990年10月 | 1993年3月 | ザ・スクープ           | メインキャスター                                |
| 1993年4月  | 1994年9月 | ザ・ニュースキャスター | メインキャスター兼『ANNニュース』担当キャスター |

その他
- ニュースステーション（レポーター） - 不定期出演
- スポーツフロンティア（1991年4月 - ニュースコーナー、1992年4月 - メインキャスター） - いずれも1993年3月までの担当

TBSテレビ専属契約時代
代表番組
| 期間       | 期間      | 番組名                | 役職                                                           |
| ---------- | --------- | --------------------- | -------------------------------------------------------------- |
| 1994年10月 | 2008年3月 | JNN報道特集           | キャスター                                                     |
| 2008年4月  | 2010年9月 | 報道特集NEXT→報道特集 | メインキャスター ※2008年10月より、ニュース担当キャスターも兼務 |

その他
- はなまるマーケット（番組コーナー『とくまる 主婦の検定』） - 日本ニュース時事能力検定協会理事でのVTR出演
- ここがヘンだよ日本人（ゲスト）
- みのもんたのサタデーずばッと（コメンテーター） - ジャーナリスト側での出演
- 水曜プレミア・島田紳助の国民的潜在能力検定 PQテスト（パネリスト）
- ドリーム・プレス社（ゲスト）
- みのもんたvs国会議員ずばッとコロシアム春（2007年3月3日放送、ゲスト）
- JNN50周年記念 歴史大河スペクタクル 唐招提寺1200年の謎〜天平を駆けぬけた男と女たち（2009年11月3日放送、ナビゲーター）
- 乱!参院選2010（2010年7月11日放送、アンカー） - 第3部～第5部での出演

## 受賞歴
- 1999年度 放送ウーマン賞[56]（主催：日本女性放送者懇談会）

## 著書
- 薔薇は荒野に咲け（1981年、東京白川書院）
- 面白おしゃべり術（1982年、青春出版社・プレイブックス）
- 美寿々の"アイデア・リフォーム"の本 新おしゃれ感覚 誰でも簡単、何でもつくれる（1984年、文化創作出版）美里美寿々 名義
- 美寿々の女の子だけの英会話（1984年、アイペック）美里美寿々 名義
- 美寿々の気まぐれエッセイ（1985年、双葉社）美里美寿々 名義
- 女の転機は三度ある（1987年、主婦と生活社）美里美寿々 名義
- 可愛い女はちょっと生意気 もっと大胆素敵に生きるための提案（1987年、祥伝社 ノン・ブック）美里美寿々 名義　のち1994年、PHP文庫
- 「恋と仕事で素敵になりたい」あなたに "いい顔"になるために、今しておくべきこと（1991年、大和出版）美里美寿々 名義 　のち田丸で新版、「本当にやりたいことのために、今しておくこと」PHP文庫
- 男の空模様（1993年、マガジンハウス）
- 言葉のおしゃれ365日 あなたの魅力を倍加させる「話し方」ノート（1996年、三笠書房）のち「働く女性の会話のおしゃれ」知的生きかた文庫
- 自分らしさが愛される 幸せの選択・7つのステップ（1996年、大和出版）
- 20代のあなただからできること 自分を好きになる7つのステップ（1999年、大和出版）
- 本当にやりたいことのために、今しておくこと（2004年、PHP研究所）

### 共著・編著
- 編著『知的で素敵な女性のためのちょっと気のきいたものの言い方』（1993年、三笠書房）
- テレビ朝日「ザ・スクープ」取材班共編『死刑の現在 今、何が行なわれているのか ザ・スクープ徹底取材』（1994年、太田出版）
- 編著『働く女性のちょっと気のきいたものの言い方』（2003年、三笠書房・知的生きかた文庫）

### 翻訳
- デボラ・タネン『わかりあえない理由 男と女が傷つけあわないための口のきき方10章』（1992年、講談社）※金子一雄共訳
- ミーブ・ハラン『キャリアマザーの選択』（1994年、飛鳥新社）
- デボラ・タネン『「愛があるから…」だけでは伝わらない わかりあえるための話し方10章』（1995年、講談社）のち2003年『わかりあえる理由わかりあえない理由』（講談社+α文庫）
- ソニア・フリードマン『自分を信じて生きてみよう 人生を変えるための第1歩を踏み出す方法』（1995年、大和書房）
- ソニア・フリードマン『賢い女はいつも前向き 変化を恐れず、自分を変えていこう!』（2000年、大和書房）
- デボラ・タネン『どうして男は、そんな言い方なんで女は、あんな話し方 男と女の会話スタイル9 to 5』（2001年、講談社）※金子一雄共訳
- デボラ・ナッキー『あなたはお金が貯まらないA子さん?上手に使うB子さん?』（2003年、三笠書房）のち知的生きかた文庫